# Hjalmar Wijk

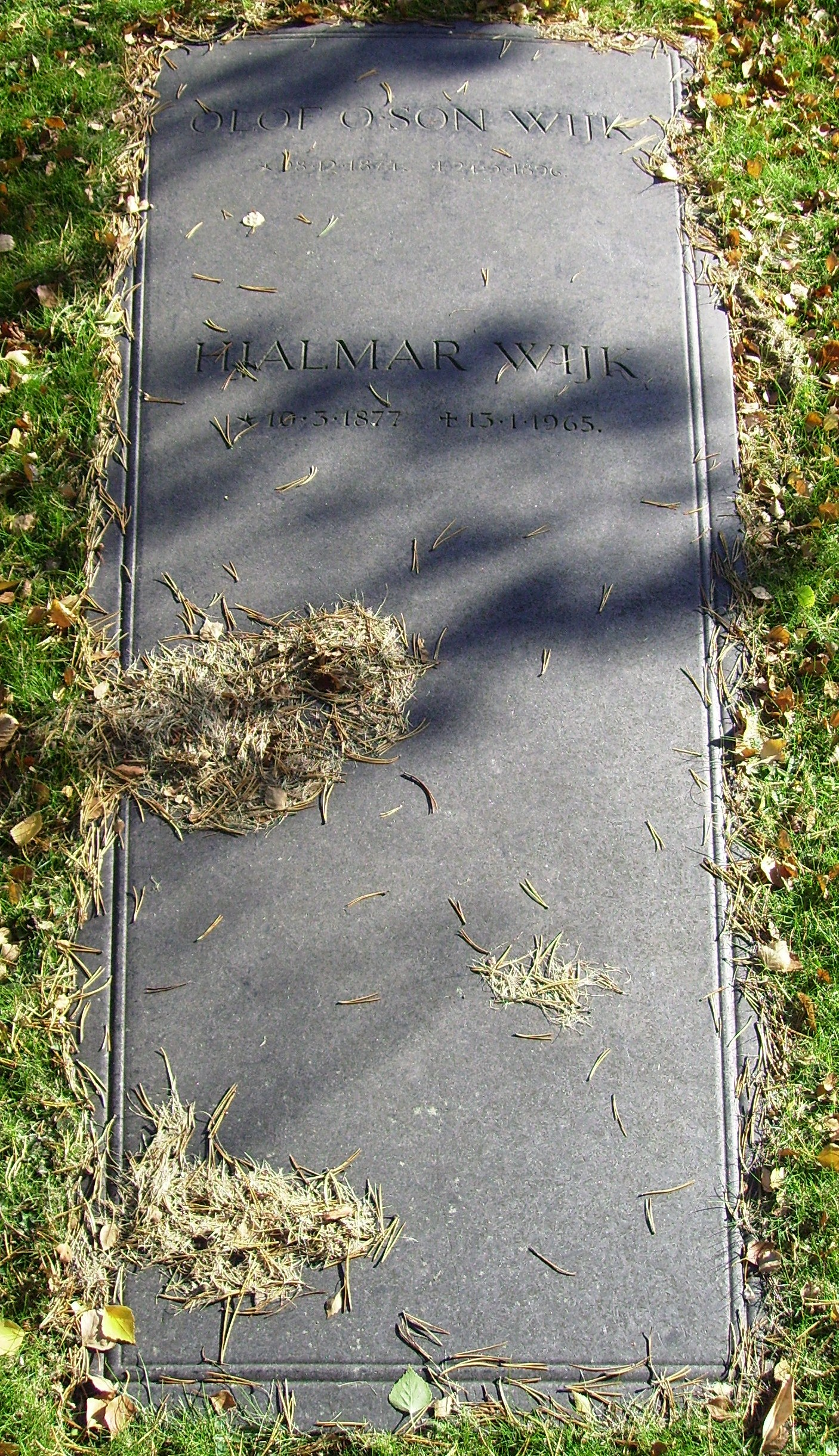
Hjalmar Wijks gravvård på Östra kyrkogården i Göteborg.

Hjalmar Wijk, född 10 mars 1877 i Klara, Stockholm, död 13 januari 1965 i Göteborg, var en svensk politiker och industriman. Han var son till grosshandlaren och politikern Olof Wijk och hans hustru Caroline Wijk, född Dickson. Med hans död slöts den kortlivade adliga ätten Wijk; fadern hade 1890 blivit den näst siste adlade i Sverige (enligt de s.k. § 37-reglerna som gällde efter 1809, innebärande att endast huvudmannen av ätten är adlig, alltså den adlade själv och efter honom hans äldste levande son osv).

## Biografi
Efter studentexamen vid Latinläroverket i Göteborg 1894, studerade han 1894–1898 botanik vid Uppsala universitet. Hans äldre bror dog plötsligt under studietiden i Uppsala och efter faderns bortgång 1901 övertog Hjalmar Wijk ledningen för ett flertal norrländska skogsegendomar och sågverk (och ärvde faderns adelskap). Han var bland annat verkställande direktör för Långrörs AB, Söderhamn, 1902–1924, för Marma Sågverks AB, Söderhamn, och för Sulfit AB Ljusnan, Vallvik, 1918–1924. Förmögenheten kom att reduceras kraftigt under den ekonomiska krisen på 1920-talet, då familjen Wijk förlorade en stor del av sitt kapital och inflytande. Det var endast tack vare bankernas välvilja Wijk kunde bevara delar av sitt kapital. Han var även verksam som liberal politiker som riksdagsman, och som kommunpolitiker var Wijk ledamot av Göteborgs stadsfullmäktige 1915–31 mars 1919 
Som idégivare och mecenat inom kulturens område var Hjalmar Wijk ordförande i styrelsen för Röhsska konstslöjdmuseet samt var ledamot av styrelserna för bland annat Göteborgs botaniska trädgård, Göteborgs museum, Göteborgs högskola, Svenska Naturskyddsföreningen och Strindbergsarkivet. Hjalmar Wijk var styrelseledamot och kassaansvarig för jubileumsutställningen i Göteborg 1923 och skattmästare i Kungliga Vetenskaps- och Vitterhetssamhället i Göteborg från 1925.
Under ett långt liv var Wijk engagerad i en mängd kulturbevarande aktiviteter, oftast valde han att verka anonymt. Han skänkte bland annat avgörande bidrag för att flera betydande kulturinstitutioner i Göteborg skulle kunna fullbordas, till exempel Botaniska trädgården, den ovannämnda jubileumsutställningen, Konserthuset, Göteborgs högskola och Göteborgs universitetsbibliotek. Dessa och många andra institutioner erhöll såväl flera gåvor under hans livstid som testamentariska förordnanden. Wijk verkade därmed i en gåvokultur sedan länge odlad av Göteborgs välbärgade borgarfamiljer.
Hjalmar Wijk hade en förnämlig samling av förstaupplagor av svensk litteratur, tidiga tryck, inkunabler, handskrifter samt bokband, som efter hans bortgång tillföll Röhsska Museet och Göteborgs universitetsbibliotek. Korrespondensen mellan Hjalmar Wijk och Greta Holmgren var deponerad där och förseglad till år 2015.
I politiken tillhörde Wijk Liberala samlingspartiet, han representerade Göteborgs stads valkrets i andra kammaren 1906–1914 och i första kammaren 1918–1921. Han var ledamot av tillfälliga utskott 1907, 1908 och 1909, av kollektivavtalsutskottet 1910, vice ordförande i bankoutskottet 1912–1914, ledamot av sjölagsutskottet 1914 (majriksdagen), av krigstidsförfattningsutskottet 1918 (urtima riksdagen) och av bevillningsutskottet från 1919. Han var dessutom ledamot av försvarsberedningen 1911-13 och av fornminnesvårdskommittén 1913 samt sakkunnig angående bestraffade värnpliktiges vapenövningar 1914.
Wijk publicerade: En studie i botanik om västsvenska murgrönearter. Hans intressen var konst, främst konsthantverk, musik, bokkonst, samt i unga år bergsbestigning.

## Sammanställning av uppdrag (urval)
Wijk var ordförande i styrelsen för Långrörs AB, Söderhamn, 1902–1942, ledamot av styrelsen för Bergslagernas Järnvägs AB 1914–1947, varav som vice ordförande 1925–1947, ledamot av styrelsen för Skandinaviska Banken 1917–1933, ordförande i styrelsen för Sulfit AB Ljusnan, Adolf Ungers Industri AB och Marma Sågverks AB 1918–1942. Han var ordförande i styrelsen för Dal-Västra Värmlands Järnvägs AB och Lödöse-Lilla Edets Järnvägs AB 1934–1947, vice ordförande i styrelsen för Gävle-Dala Järnvägs AB 1934–1947, ledamot av styrelsen för Stockholm-Västerås-Bergslagens Järnvägs AB 1934–1944, ordförande i styrelsen för Marma-Långrörs AB, 1942–1946, av styrelsen för Röhsska konstslöjdmuseet 1905–1949, varav som ordförande 1913–1949, av styrelsen för Göteborgs museum 1911–1946, av styrelsen för Göteborgs högskola 1912–1949, varav som kassaförvaltare 1930–1949, av drätselkammaren 1912–1914, av drätselkammarens l:a avdelning 1915–1920, av styrelsen för Botaniska trädgården 1919–1950, hela tiden som ordförande, av styrelsen för Olof och Caroline Wijks stiftelse, hela tiden som ordförande och kassaförvaltare, av styrelsen för Caroline Wijks sjuksköterskehem 1919–1951, hela tiden såsom ordförande. 
Hjalmar Wijk var ledamot av styrelsen för Olof och Caroline Wijks stiftelse 1925–1947, varav som ordförande 1935–1947, av styrelsen för Renströmska fonden 1929–1951, varav som vice ordförande 1936–1951, av styrelsen för Wilh. Röhss donationsfond 1929–1951, varav som vice ordförande 1936–1951, av styrelsen för Göteborgs orkesterförening 1930–1948, varav som vice ordförande 1935–1948 och av styrelsen för Göteborgs konserthus 1935–1946, hela tiden som ordförande. 
Wijk var huvudman i Göteborgs Sparbank 1925–1949, ledamot av byggnadskommittén för konstslöjdmuseum 1908–1909, av kommittén för Charles Felix Lindbergs donationsfond 1912–1918, av beredningen för natur och kulturskydd 1913–1918, hela tiden som ordförande, ledamot av beredningen för ordnande av Götaplatsen och området däromkring 1917–1926, ledamot av beredningen för förslag till användning av Olof och Caroline Wijks utdelningsfond 1925 samt revisor för Trollhätte kanal- och vattenverk 1906–1908. Wijk var ledamot av styrelsen för AB Göteborgs högre samskola 1910–1947, vice ordförande och ordförande i Folkmusikkommissionen 1922–1959, ordförande i Clara Lachmanns fond för befrämjande av den skandinaviska samkänslan 1923–1947, ordförande i Göteborgs konstförening 1928–1948, vice ordförande i Göteborgs och Bohus läns fornminnesförening 1935–1950 och i Skogssällskapet 1941–1953.